# Little Salmon Bay
Little Salmon Bay är en vik i Australien. Den ligger i delstaten Western Australia, omkring 33 kilometer väster om delstatshuvudstaden Perth.
Genomsnittlig årsnederbörd är 1 018 millimeter. Den regnigaste månaden är maj, med i genomsnitt 176 mm nederbörd, och den torraste är februari, med 9 mm nederbörd.